# Velluti (famiglia)
I Velluti furono una storica famiglia di Firenze, abitante il sesto di Oltrarno.

## Storia familiare

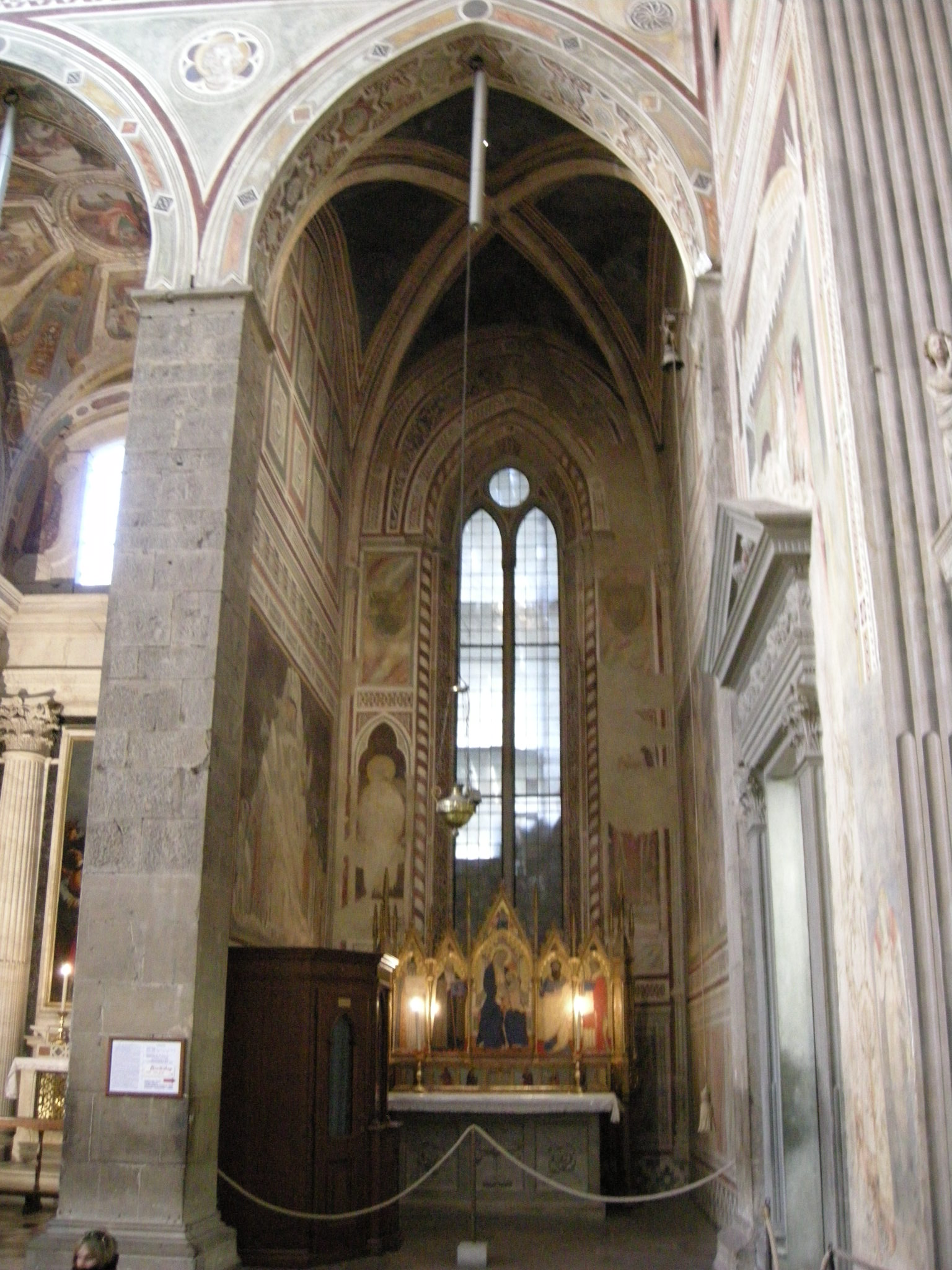
La cappella Velluti in Santa Croce, affrescata da Simabue o da un maestro a esso vicino

Della famiglia e delle sue origini esiste il prezioso documento della Cronica familiare scritta da Donato Velluti tra il 1367 e il 1370. In essa si racconta come Buonaccorso Velluti si inurbò da Semifonte, dopo la conquista e distruzione di quel castello ghibellino da parte dei fiorentini (1202), insediando la sua famiglia nel borgo di Piazza, fuori dalle mura, in Oltrarno, presso l'attuale Canto ai Quattro Pavoni (via Toscanella), anche per sfruttare le vicine acque d'Arno per implementare un impianto per la lavorazione della lana. Fu così che i Velluti furono i primi a costruire case nella zona detta della Casellina, dove cioè esisteva solo uno sparuto casolare e che oggi corrisponde all'area all'inizio di via dei Serragli. I Velluti furono protagonisti della forma di questa parte della città, promuovendo la creazione di strade, tra cui la via Nuova (1260 circa) che attraversava i loro poderi e metteva in comunicazione il ponte dei Frescobaldi, realizzato una quindicina d'anni prima a spese di quest'altra famiglia d'Oltrarno, e la porta di Piazza nelle appena concluse nuove mura, all'altezza di piazza San Felice. Questa via venne tagliata, con lungimiranza, dritta e ampia, tanto che Buonaccorso suggerì poi di chiamarla la via Maior, cioè via Maggio.
A memoria di questi insediamenti resta il palazzo Velluti, con stemma, lungo via Maggio, e le vie dei Velluti e dei Vellutini in quella zona. 
Donato era nipote di quel Bonaccorso, e fu uno dei primi gonfalonieri di Giustizia della famiglia, morendo in carica nel 1370. Altri tre se ne contarono ai tempi della Repubblica, e ben 29 priori.
Tra i molti notabili e ambasciatori della famiglia, uno si trasferì a Napoli dove ottenne il Ducato di San Clemente. Nel 1773, all’estinguersi della famiglia Zati, i Velluti ne raccolsero l'eredità, assumendo il doppio cognome di Velluti Zati.